# Cristòfol Comas i Pau
Cristòfol Comas i Pau (Vallirana, 1802 - Masquefa, 5 d'octubre de 1855), més conegut com a Tòfol de Vallirana fou un comandant carlí que va lluitar a la primera i segona guerra carlista, a les muntanyes de l'Ordal i el Penedès.

## Biografia
Cristòfol Comas va néixer a Vallirana, a la casa coneguda com Cal Fuster, l'actual núm. 4 del carrer Sant Antoni. Fill d'Anton Comas, fuster nascut a Casserres, i de Coloma Pau, natural de Begues. Fou el segon de set fills, va treballar de fuster al taller de casa, i es va casar amb Francesca Burgada amb qui tingué una filla.
El 15 d'abril de 1823 els lliberals van afusellar al bisbe de Vic a Vallirana, fet que potser va influenciar a Tòfol a les seves idees carlines.
Va començar a dedicar-se a assaltar diligències que passaven per les muntanyes d'Ordal, s'amagava en coves properes als camins, on també guardava els diners robats i falsificava. A la cova de l'Avi, Vallirana, es va trobar material de falsificació de monedes d'època carlina, però no es pot afirmar que tinguin alguna relació amb aquest personatge.

## Mort

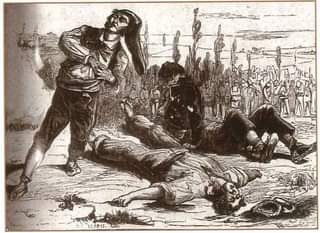
Il·lustració de l'afusellament dels homes d'en Tòfol a Sant Andreu de la Barca l'endemà de la detenció

El 5 d'octubre de 1855 a les 3 de la matinada, un traïdor d'en Tòfol va advertir als lliberals que en Tòfol s'apropava a Masquefa per la riera de la Pierola amb vint i escaig homes. Aquests immediatament van avisar al comandant de Sant Sadurní, Jeroni Roca, qui va anar a Masquefa amb 86 nacionals, també va anar l'alcalde d'Esparreguera, Jaume Duran amb 89 nacionals i després se'l van sumar 50 homes de Vilafranca, per acabar, va acudir el comandant Josep Casalis amb 12 homes del regiment de cavalleria Calatrava.
Al matí les tropes liberals van rodejar la casa on es resguardava Tòfol i els seus homes, segons fonts orals va ser la casa de Cal Pujades de l'Era. Ells van demanar pietat als liberals traient un pal onejant una bandera blanca, però el comandant Casalís es va negar i els va donar no més de dos minuts per sortir de la casa. Els tres comandants: en Tòfol, l'Agustí Cid i l'Antoni Estrada van sortir per la porta de darrere, en Tòfol en obrir la porta es va trobar amb tres nacionals que van posar fi a la seva vida quasi immediatament, el segon també va ser enxampat pels trets i l'últim va morir dues hores després per ferida de bala. Els 24 homes restants van ser detinguts fora de la casa i emportats a la presó de Martorell, afusellats l'endemà a Sant Andreu de la Barca.